# العلاقات البالاوية السنغافورية
العلاقات البالاوية السنغافورية هي العلاقات الثنائية التي تجمع بين بالاو وسنغافورة.

## مقارنة بين البلدين
هذه مقارنة عامة ومرجعية للدولتين:
| وجه المقارنة                                              | بالاو                         | سنغافورة                                                             |
| --------------------------------------------------------- | ----------------------------- | -------------------------------------------------------------------- |
| المساحة (كم2)                                             | 465                           | 719                                                                  |
| عدد السكان (نسمة)                                         | 21.73 ألف                     | 5.89 مليون                                                           |
| الكثافة السكانية (ن./كم²)                                 | 4.67 ألف                      | 819.19 ألف                                                           |
| العاصمة                                                   | نغيرولمود، كورور              | سنغافورة                                                             |
| اللغة الرسمية                                             | لغة إنجليزية، اللغة البالاوية | لغة إنجليزية، اللغة الملايو، اللغة الصينية القياسية، اللغة التاميلية |
| العملة                                                    | دولار أمريكي                  | دولار سنغافوري                                                       |
| الناتج المحلي الإجمالي (بليون دولار)                      | 291.54 مليون                  | 323.91 مليار                                                         |
| الناتج المحلي الإجمالي (تعادل القوة الشرائية) بليون دولار | 326.12 مليون                  | 472.59 مليار                                                         |
| الناتج المحلي الإجمالي الاسمي للفرد دولار أمريكي          | 13.50 ألف                     | 52.89 ألف                                                            |
| الناتج المحلي الإجمالي للفرد دولار أمريكي                 | 14.76 ألف                     | 82.76 ألف                                                            |
| مؤشر التنمية البشرية                                      | 0.780                         | 0.925                                                                |
| رمز المكالمات الدولي                                      | +680                          | +65                                                                  |
| رمز الإنترنت                                              | .pw                           | .sg                                                                  |
| المنطقة الزمنية                                           | ت ع م+09:00                   | ت ع م+08:00، توقيت سنغافورة المنسق ‏                                  |

## منظمات دولية مشتركة
يشترك البلدان في عضوية مجموعة من المنظمات الدولية، منها:
| علم المنظمة | اسم المنظمة                        | تاريخ انضمام بالاو | تاريخ انضمام سنغافورة |
| ----------- | ---------------------------------- | ------------------ | --------------------- |
|             | مؤسسة التنمية الدولية              | 16 ديسمبر 1997     | 27 سبتمبر 2002        |
|             | الأمم المتحدة                      | 15 ديسمبر 1994     | 21 سبتمبر 1965        |
|             | البنك الدولي للإنشاء والتعمير      | 16 ديسمبر 1997     | 3 أغسطس 1966          |
|             | بنك التنمية الآسيوي                | 2003               | 1966                  |
|             | منظمة حظر الأسلحة الكيميائية       | ?                  | ?                     |
|             | مؤسسة التمويل الدولية              | 16 ديسمبر 1997     | 4 سبتمبر 1968         |
|             | وكالة ضمان الاستثمار متعدد الأطراف | 16 ديسمبر 1997     | 24 فبراير 1998        |
|             | تحالف الدول الجزرية الصغيرة        | ?                  | ?                     |
|             | يونسكو                             | 20 سبتمبر 1999     | 8 أكتوبر 2007         |

## وصلات خارجية
- موقع وزارة الخارجية السنغافورية